# Jardena
Jardena (hebr. ירדנה; ang. Yardena) – moszaw położony w Samorządzie Regionu Emek ha-Majanot, w Dystrykcie Północnym, w Izraelu.

## Położenie
Moszaw Jardena jest położony na wysokości 235 metrów p.p.m. w intensywnie użytkowanej rolniczo Dolinie Bet Sze’an, będącej częścią depresji Rowu Jordanu. Na południe od moszawu przepływa rzeczka Jisachar, który ma swoje ujście w położonej około 500 metrów na wschodzie rzece Jordan. Rzeka Jordan stanowi granicę z Jordanią. Na zachód od moszawu znajduje się struma skarpa płaskowyżu Ramot Issachar (280 metrów n.p.m.). Na najwyższym wzgórzu wznoszą się ruiny zamku Belvoir. W jego otoczeniu znajduje się kibuc Newe Ur oraz moszaw Bet Josef. Po stronie jordańskiej są wioski Wakkas i al-Mansijah.
Jardena jest położona w Samorządzie Regionu Emek ha-Majanot, w Poddystrykcie Jezreel, w Dystrykcie Północnym Izraela.

## Demografia
Większość mieszkańców moszawu jest Żydami:

## Historia
Pierwotnie w okolicy tej istniała arabska wioska Zaba. Została ona wysiedlona i zniszczona przez żydowskich żołnierzy Hagany w dniu 12 maja 1948 roku podczas wojny domowej w Mandacie Palestyny. Dużo wcześniej tutejsze grunty wykupiły od arabskich mieszkańców żydowskie organizacje syjonistyczne.
W kwietniu 1937 roku na południowy zachód od tego miejsca powstał moszaw Beit Josef. Został on poważnie zniszczony podczas I wojny izraelsko-arabskiej, na skutek czego jego mieszkańcy opuścili go. W 1951 roku osiedlili się tutaj imigranci z Kurdystanu i Iraku, odbudowując tym samym zniszczony moszaw Beit Josef. Rok później, w 1952 roku imigranci z Kurdystanu założyli nowy moszaw Jardena. Od przyjazdu do Izraela pracowali oni na różnych budowach w Jerozolimie i marzyli o założeniu własnej osady rolniczej. Organizacja syjonistyczna udostępniła im ziemię i pomogła w pierwszych latach tworzenia moszawu. Pomocy udzielił także sąsiedni moszaw Beit Josef. Podczas wojny na wyczerpanie (1967–1970) moszaw był regularnie ostrzeliwany przez jordańską artylerię i jego mieszkańcy musieli spędzać wiele czasu w schronach. Istnieją plany rozbudowy osady o sto nowych domów jednorodzinnych.

## Kultura i sport
W moszawie znajduje się ośrodek kultury z biblioteką, basen kąpielowy, sala sportowa z siłownią, oraz boisko do piłki nożnej. Obiekty te są w większości wspólnie użytkowane z sąsiednim moszawem Beit Josef. W 2012 w moszawie otworzono ośrodek dziedzictwa kulturowego Kurdystanu.

## Edukacja i religia
Moszaw utrzymuje przedszkole. Starsze dzieci są dowożone do szkoły podstawowej w kibucu Hamadia i szkoły średniej w kibucu Newe Etan. Moszaw posiada własną synagogę.

## Gospodarka i infrastruktura
Gospodarka moszawu opiera się na intensywnym rolnictwie. W szklarniach produkowane są przyprawy i warzywa. W moszawie jest przychodnia zdrowia, sklep wielobranżowy i warsztat mechaniczny.

## Transport
Z moszawu wyjeżdża się na zachód na drogę nr 90, którą jadąc na północ dojeżdża się do kibucu Newe Ur, lub jadąc na południowy wschód dojeżdża się do kibucu Chamadja i dalej do skrzyżowania z drogą nr 71 i miasta Bet Sze’an. Lokalna droga prowadzi na południowy zachód do moszawu Bet Josef.